# Quo vadis? (film 1901)
Quo vadis? è un cortometraggio del 1901 diretto da Lucien Nonguet e Ferdinand Zecca.

## Altre versioni
- Quo vadis?, regia di Enrico Guazzoni (1913)
- Quo vadis?, regia di Gabriellino D'Annunzio, Georg Jacoby (1924)
- Quo vadis, regia di Mervyn LeRoy (1951)
- Quo vadis?, miniserie televisiva diretta da Franco Rossi (1985)
- Quo vadis?, regia di Jerzy Kawalerowicz (2001)